# Spirit Untamed
Spirit Untamed (bra: Spirit: O Indomável; prt: Spirit Invencível)  é um filme estadunidense de animação digital de 2021 do gênero aventura produzido pela DreamWorks Animation, dirigido por Elaine Bogan e co-dirigido por Ennio Torresan (em suas estreias na direção de longas-metragens), a partir de um roteiro escrito por Aury Wallington e Kristin Hahn. É uma sequência autônoma de Spirit: Stallion of the Cimarron (2002) e uma adaptação da série Spirit Riding Free.
O filme é estrelado por Isabela Merced, Jake Gyllenhaal, Marsai Martin, Mckenna Grace, Julianne Moore, Walton Goggins e Andre Braugher, e segue uma jovem chamada Fortuna "Lucky" Prescott que se muda para a pequena comunidade rural de Miradero, onde conhece o titular. mustang kiger selvagem. Como filho de Spirit e Rain de Spirit: Stallion of the Cimarron, ela nomeia o cavalo "Spirit" em homenagem a seu pai, e Lucky imediatamente começa a se relacionar com ele. O filme foi anunciado em outubro de 2019, e a produção foi feita remotamente durante a pandemia de COVID-19. O filme foi dedicado à memória de Kelly Asbury, co-diretor do filme Spirit original, que faleceu em 26 de junho de 2020.
Spirit Untamed foi lançado nos cinemas dos Estados Unidos em 4 de junho de 2021, pela Universal Pictures. O filme recebeu críticas mistas dos críticos que consideraram o filme inferior ao original e desnecessário, embora sua animação tenha sido elogiada. O filme foi uma bomba de bilheteria depois de arrecadar US$ 42 milhões em todo o mundo contra um orçamento de US$ 30 milhões.

## Elenco
- Isabela Merced como Fortuna Esperanza "Lucky" Navarro-Prescott, filha de Milagro e Jim, sobrinha de Cora e amiga de Pru e Abigail.[4]
  - Bridget Hoffman dubla Lucky quando criança.
- Marsai Martin como Prudence "Pru" Granger, uma das amigas de Abigail e Lucky e filha de Al.[4]
- Mckenna Grace como Abigail Stone, uma das amigas de Pru e Lucky, e irmã de Snips.[4]
- Walton Goggins como Hendricks, o líder de uma gangue de vaqueiros.[4]
- Andre Braugher como Al Granger, pai de Pru.[4]
- Julianne Moore como Cora Prescott, tia de Lucky e irmã mais velha de Jim.[4]
- Jake Gyllenhaal como James "Jim" Prescott, pai viúvo de Lucky e irmão mais novo de Cora.[4]
- Eiza González como Milagro Navarro-Prescott, uma famosa cavaleira e falecida mãe de Lucky.[4]
- Lucian Perez como Snips Stone, irmão mais novo de Abigail.[5]
- Joe Hart como James Prescott Sr., avô de Lucky
- Alejandra Blengio como Valentina
- Gino Montesinos como Wrangler/Rodeo Cowboy
- Jerry Clarke como Wrangler/Lhama Cowboy
- Lew Temple como Wrangler / Maestro
- Gary Anthony Williams como Wrangler
- Renie Rivas como Lady with Dog
- Os vocais do cavalo são fornecidos por Gary Hecker

## Produção
Em 7 de outubro de 2019, a DreamWorks Animation anunciou que um longa-metragem baseado na série Spirit Riding Free estava em desenvolvimento, com Elaine Bogan atuando como diretora e Ennio Torresan atuando como codiretor a partir de um roteiro do criador da série Aury Wallington, e produzido por Karen Foster. Enquanto Spirit Riding Free explora os personagens de Lucky e seus amigos, Spirit Untamed se concentra mais profundamente em Lucky em uma tomada emocional do filme independente que não é uma sequência do original nem da série de TV. 

### Animação e design
O filme foi produzido com um orçamento mais baixo e feito por um estúdio de animação diferente fora da DreamWorks, semelhante a As Aventuras do Capitão Cueca: O Filme (2017). Após o primeiro trailer, foi confirmado que a Jellyfish Pictures, que trabalhou em How to Train Your Dragon: Homecoming, estaria fornecendo a animação do filme, fazendo o primeiro projeto animado da Jellyfish para mais de 300 pessoas trabalhando nele.  O filme usa um estilo que é uma mistura de 3D com a aparência de um visual pintado à mão de Riding Free, e usou desenhos 2D para fazer maquetes 3D, alguns dos quais foram fornecidos pela DreamWorks. Animação adicional foi fornecida pela 88 Pictures de Trollhunters: Rise of the Titans.
A produção foi feita remotamente durante a pandemia de COVID-19.

## Música
Em 6 de maio de 2021, enquanto Hans Zimmer compôs a trilha sonora de Spirit: Stallion of the Cimarron, Amie Doherty, compositora do curta-metragem Marooned da DreamWorks Animation, foi confirmada para compor a música para o filme sem usar nenhum tema do original, mas também a primeira mulher a compor um filme da DreamWorks. No mesmo dia, um single intitulado "Fearless (Valiente Duet)", escrito por Doherty e interpretado por Isabela Merced e Eiza González, foi lançado pela Back Lot Music. Um segundo single, intitulado "You Belong", interpretado por Becky G, foi lançado em 20 de maio de 2021. A trilha sonora do filme foi lançada em 28 de maio de 2021 e, além disso, Robin Pecknold do Fleet Foxes é apresentado em várias faixas contribuindo com harmonias vocais junto com Eiza González. "Riding Free", a música tema de Spirit Riding Free de Kari Kimmel, é apresentada em Untamed apenas como uma versão ocidental para piano.

## Lançamento
Spirit Untamed foi lançado nos cinemas dos Estados Unidos em 4 de junho de 2021. Ele foi provisoriamente agendado para 14 de maio de 2021.
No Brasil, o filme foi lançado em 10 de junho de 2021. Em Portugal, ele foi lançado em 3 de junho de 2021.

## Recepção

### Bilheteria
Spirit Untamed arrecadou US$ 17,7 milhões nos Estados Unidos e Canadá, e US$ 25 milhões em outros territórios, para um total mundial de US$ 42,7 milhões. 
Nos Estados Unidos, Spirit Untamed foi lançado junto de The Conjuring: The Devil Made Me Do It, e foi projetado para arrecadar cerca de US $ 5 milhões em 3.200 cinemas em seu fim de semana de estreia.  O filme arrecadou US$ 2,4 milhões em seu primeiro dia, e estreou com US$ 6,3 milhões, terminando em quarto lugar nas bilheterias.  Em seu segundo fim de semana, o filme caiu 57%, para US$ 3,8 milhões, terminando em sexto.

### Crítica especializada
No site agregador de críticas Rotten Tomatoes, o filme tem um índice de aprovação de 49% com base em 114 críticas, com uma classificação média de 5,5/10. O consenso crítico do site diz: "Embora possa ser uma diversão aceitável para os espectadores mais jovens, Spirit Untamed é uma sequência mediana que não possui a energia essencial sugerida por seu título". No Metacritic, o filme tem uma pontuação média ponderada de 48 em 100 com base em 20 críticas, indicando "críticas mistas ou médias". O público pesquisado pelo CinemaScore deu ao filme uma nota média de "A" em uma escala de A+ a F, a mesma do filme de 2002. Os usuários do PostTrak relataram que 87% dos membros da audiência deram uma pontuação positiva, com 66% dizendo que definitivamente o recomendariam.
Lovia Gyarke, do The Hollywood Reporter, elogiou o filme por sua animação, escrevendo: "Spirit Untamed é bonito de se ver e ocasionalmente genuinamente engraçado. As animações impressionantes e detalhadas saturam o mundo de Lucky com uma impressionante variedade de cores, desde as maçãs vermelhas que ela alimenta ao Spirit até o pistache e as folhas verde-esmeralda nas árvores balançando". No entanto, ao criticar o personagem de Spirit, ela observou que Spirit "é mais unidimensional aqui; ele não tem a mistura simultânea de curiosidade e desdém completo pelos humanos que tornaram sua perspectiva encantadora em primeiro lugar".
Pete Hammond, do Deadline, elogiou o filme por seu elenco feminino, afirmando que "Depois de todas as décadas de histórias dirigidas por meninos ambientadas no oeste selvagem, é revigorante ver as meninas terem sua vez. E é exatamente isso que Aury Wallington e Kristin Hahn têm em mente, junto com a diretora Elaine Bogan e a produtora Karen Foster." Além disso, Hammond elogiou a trilha sonora e as performances vocais, que ele escreveu que foram "perfeitamente lançadas aqui, um passo acima do programa de TV, se não exatamente à altura da arte do filme original".
Peter Debruge, da Variety, criticou a animação do filme, afirmando que o filme "substitui personagens pouco atraentes, obviamente digitais, que foram mal manipulados e presos em ambientes pouco detalhados". Ele também acrescentou que "Spirit ainda se parece com Spirit, mas nem o cavalo nem a garota tem muita personalidade, enquanto o enredo é menos sofisticado do que o que o público poderia esperar de um filme mudo de um único rolo do século 20.". Beatrice Loayza, do The New York Times, deu ao filme uma crítica negativa, afirmando que "Este spinoff de Spirit: Stallion of the Cimarron é uma brincadeira sem graça e borbulhante pelo Velho Oeste, com uma forte dose de poder feminino.".

### Prêmios
| Prêmio                          | Data da cerimônia      | Categoria                                         | Destinatário(s)                                                        | Resultado |
| ------------------------------- | ---------------------- | ------------------------------------------------- | ---------------------------------------------------------------------- | --------- |
| Festival de Cinema de Heartland | 2021                   | Prêmio Imagem Verdadeiramente em Movimento        | N / D                                                                  | Venceu    |
| Hollywood Music in Media Awards | 17 de novembro de 2021 | Melhor Trilha Sonora Original - Filme de Animação | Amie Doherty                                                           | Indicado  |
| Hollywood Music in Media Awards | 17 de novembro de 2021 | Melhor Canção Original - Filme de Animação        | Destemido (Valiente) – Amie Doherty ( Isabela Merced e Eiza González ) | Indicado  |
| Prêmios Annie                   | 12 de março de 2022    | Melhor storyboard                                 | Gary Graham                                                            | Indicado  |

## Em outras mídias

### Videogame
Uma adaptação para videogame, intitulada Spirit: Lucky's Big Adventure, foi lançada em 1º de junho de 2021, para PC, PlayStation 4, Xbox One e Nintendo Switch. O jogo foi desenvolvido pela Aheartfulofgames e lançado pela Outright Games.

### Websérie
Em 9 de fevereiro de 2022, a DreamWorks anunciou uma nova série Spirit & Friends inspirada nos personagens de Spirit Riding Free, que se passa no cenário de Spirit Untamed e foi lançada no YouTube em 12 de fevereiro.